# Wendy Alexander
Wendy Alexander, née le 26 juin 1963 à Glasgow, est une femme politique écossaise, membre du Parlement d'Écosse pour la circonscription de Paisley North. Elle est chef du groupe du parti travailliste d'Écosse au Parlement du 14 septembre 2007 à juin 2008. Elle entre à la chambre des Lords le 3 février 2025.

## Biographie

### Débuts
Son père est le révérend Douglas Alexander. Elle a un frère, Douglas Alexander, qui est secrétaire d'État pour le développement international, député travailliste au Parlement du Royaume-Uni pour la circonscription de Paisley and Renfrewshire South.
Alexander est diplômée en histoire à l'université de Glasgow, elle a un MA en relations industrielles de l'université de Warwick et un MBA de l'INSEAD.

### Député du Parlement écossais
Avant d'entrer au Parlement écossais, elle travaille pour le député George Galloway. De 1999 à 2002 elle occupe différentes positions ministérielles.
Elle démissionne avec fracas du cabinet Jack McConnell en 2002 et devient professeur invité à la Strathclyde Business School. Elle se marie avec le Professeur Brian Ashcroft et a maintenant deux enfants. Elle tient une chronique dans le Daily Record écossais, principal tabloïd soutenant le Labour.
Elle a eu quelques problèmes relatifs à son traitement de ses subalternes. Depuis sa promotion à la tête du groupe travailliste, trois spin-doctors ont déjà démissionné.

#### Candidature à la tête du parti travailliste
Après les élections de 2007, Alexander devient Shadow Finance Secretary. Lorsque McConnell démissionne le 15 août 2007, elle est pressentie pour lui succéder et lance sa campagne deux jours après. Seule candidate, elle prend la tête du parti le 14 septembre 2007.

### Chef du Scottish Labour
Elle est en 2008 créditée de taux de popularité faibles.

## Controverses

### Scandale des donations
En 2007, elle a été impliquée dans le scandale des donations illégales, elle en a reçu une du magnat Paul Green. Elle a été finalement acquittée des accusations de malversations.

### Référendum pour l'indépendance
Le 4 mai 2008, Wendy Alexander renverse la doctrine du Labour en semblant réclamer un référendum. Elle confirme peu après ses intentions, prenant ce faisant par surprise ses alliés dont Gordon Brown.

### Démission
Le 28 juin 2008, Wendy Alexander a annoncé sa démission de chef du parti travailliste d'Écosse, à cause du scandale des donations illégales. Elle a dit qu'« à grand regret » il faudra qu'elle se démette après la décision du comité des normes du parlement écossais, après qu'il se passe une interdiction du parlement d'un jour. À son communiqué, elle a avancé que l'infraction des règles a été fait « en tout honneur » et que la décision du comité a été fait de parti, mais qu'elle respecte au processus parlementaire.[incompréhensible].
Elle est faite pair à vie, et entre à la chambre des Lords le 3 février 2025.